# Filetto
Filetto község (comune) Olaszország Abruzzo régiójában, Chieti megyében.

## Fekvése
A megye északnyugati részén fekszik. Határai: Ari, Casacanditella, Guardiagrele, Orsogna, San Martino sulla Marrucina és Vacri.

## Története
Első említése a 12. századi Catalogus baronumból származik. A következő századokban nemesi birtok volt. Önállóságát a 19. század elején nyerte el, amikor a Nápolyi Királyságban felszámolták a feudalizmust.

## Népessége
A népesség számának alakulása:

## Főbb látnivalói
- Madonna della Libera-templom
- San Crisante e Daria-templom
- Santa Maria ad Nives-templom